# Jacques Van Gingelen
Jacques Van Gingelen (Borgerhout (Antwerpen), 24 juni 1810 – Borgerhout, 1869) was een Belgisch kunstschilder.

## Biografie
Hij was leerling van zijn stadsgenoot Jozef Moerenhout tussen 1827 en 1831. Hij vervolmaakte zich bij de Parijse marineschilder Eugène Lepoittevin. Van Gingelen was op zijn beurt leraar van de romantische marineschilder Egide Linnig (1821-1860), van Hendrik Verbeeck, Louis De Winter en Alexander Schaepkens. Van Gingelen schilderde marines, schipbreuken, stranden met personages, bevroren rivieren met schaatsers, dierentaferelen (vee en paarden) en romantische rivierlandschappen. Hij reisde onder meer in Nederland, Groot-Brittannië, Frankrijk (oa. Normandië), Ierland en in de Duitse staten. Van het plaatsje Geisenheim am Rhein is er een aquarel van zijn hand.  Zijn personages zijn vaak in 15de- en 16de-eeuwse kledij gestoken. Van Gingelen vervaardigde ook etsen en litho's.
Hij woonde Jezusstraat 1166 in Antwerpen (tot ca. 1848) en vanaf ca. 1849 in de Bisschopsstraat 187 op de wijk Sint-Willibrords. Hij zou ook een tijdlang in Vlissingen hebben gewoond.

## Tentoonstellingen
Hij nam deel aan enkele Driejaarlijkse Salons in België en aan enkele tentoonstellingen van Levende Meesters in Nederland.
- Brussel, 1836, Driejaarlijks Salon : "Landschap in de Ardennen", "De Engelse kust"
- Den Haag, 1841, Levende Meesters : "Strand te Dieppe met personages uit de tijd van Louis XV", "Strand met schepen en figuren"
- Amsterdam, 1842, Levende Meesters : "Strand met personages uit de tijd van Louis XIII"
- Den Haag, 1843, Levende Meesters : "Landschap met stier", "Landschap met liggende koe"
- Rotterdam, 1844, Levende Meesters : "Winterlandschap"
- Den Haag, 1845, Levende Meesters : twee "Winterlandschappen"
- Amsterdam, 1846, Levende Meesters : "Franse kust. Zonsondergang", "Landschap"
- Antwerpen, 1849, Driejaarlijks Salon : "Strand bij ondergaande zon", "Gezicht in Normandië. Kliffen", "Landschap met dieren"
- Amsterdam, 1852, Levende Meesters : "Strandgezicht", "Shakespeare Cliff" (= nabij Dover), "Meer in Schotland"